# Benetton B201
La Benetton B201 è una monoposto di Formula 1 costruita dal team Benetton Formula ed utilizzata durante la stagione 2001. Progettata da Mike Gascoyne, era guidata da Giancarlo Fisichella e Jenson Button.
La B201 è stata l'ultima monoposto della Benetton a gareggiare in F1, anche se la squadra era già stata venduta alla Renault, che fornì i propulsori, prima dell'inizio della stagione.

## Sviluppo
Per la stagione 2001 la Renault, che già aveva acquisito la Benetton, decise di mantenere il nome della scuderia, cambiandolo solo nel 2002, e di utilizzare l'annata per integrare il personale tecnico e migliorare il coordinamento tra la struttura inglese in cui veniva prodotto il telaio e quella francese di produzione del motore. Nei piani di Flavio Briatore, tornato alla guida del team come direttore tecnico, infatti, si sarebbe trattato di una stagione di transizione in cui i risultati sarebbero dovuti arrivare soprattutto nella seconda parte di stagione.

### Aerodinamica
Nella prima parte di stagione la B201 presentava diverse soluzioni aerodinamiche non in continuità con quella che era la sua antenata. In particolare venne adottato l'alettone ad ali di gabbiano, riprendendo la forma tipica della Tyrrell 019 di Harvey Postlethwaite, come conseguenza dei nuovi regolamenti che imponevano un rialzo delle ali laterali di cinque centimetri. Vennero poi inseriti anche deviatori di flusso molto appariscenti e Gascoyne snellì la vettura ai lati, creando delle pance laterali molto piccole. Furono poi riprese soluzioni adottate nella Jordan EJ10 per quanto riguarda la presa d'aria del motore e il cofano. Infine l'alettone posteriore presentava, come da nuovo regolamento, tre profili.
Gran parte di queste caratteristiche, in particolare per ciò che riguarda la parte anteriore, vennero poi modificate nel corso dell'anno adottando forme più tradizionali.

### Motore
Il motore, fornito dalla Renault, si caratterizzava per l'ampiezza del suo angolo, di 111°, che consentiva un abbassamento del baricentro della vettura. Inoltre era meno pesante del Supertec, montato in precedenza dalla Benetton di circa venti chilogrammi. Questo propulsore, però, per il suo particolare angolo a V creava problemi di surriscaldamento e molte soluzioni pensate dai tecnici vennero inizialmente accantonate.

## Carriera agonistica

### La stagione
Le previsioni di Flavio Briatore, alla vigilia del mondiale, si rivelarono esatte: il team visse infatti una prima parte di stagione molto difficile in cui i due piloti si ritrovarono a lottare spesso nelle retrovie e l'unico punto utile arrivò in Brasile grazie al sesto posto di Giancarlo Fisichella; nelle ultime sei gare invece si registrò un netto miglioramento, con Fisichella e Jenson Button che chiusero 4º e 5º in Germania, dopodiché il pilota romano conquistò un insperato 3º posto in Belgio, che coincise anche con l'ultimo podio e gli ultimi punti per il team anglo-trevigiano. 
A fine stagione la Benetton si classificò settima con 10 punti, ottennendo il peggior risultato della sua storia. Dopodiché, come già noto nel 2000, la squadra passò nelle mani della Renault, che diventò squadra ufficiale, dopo un'assenza che durava dal 1985.
| Anno | Team                        | Motore               | Gomme | Piloti     |    |     |    |     |    |     |     |     |    |    |    |   |     |     |     |   |    | Punti | Pos. |
| ---- | --------------------------- | -------------------- | ----- | ---------- | -- | --- | -- | --- | -- | --- | --- | --- | -- | -- | -- | - | --- | --- | --- | - | -- | ----- | ---- |
| 2001 | Mild Seven Benetton Renault | Renault RS21 3.0 V10 | M     | Fisichella | 13 | Rit | 6  | Rit | 14 | Rit | Rit | Rit | 11 | 11 | 13 | 4 | Rit | 3   | 10  | 8 | 17 | 10    | 7º   |
| 2001 | Mild Seven Benetton Renault | Renault RS21 3.0 V10 | M     | Button     | 14 | 11  | 10 | 11  | 15 | Rit | 7   | Rit | 13 | 16 | 15 | 5 | Rit | Rit | Rit | 9 | 7  | 10    | 7º   |